# David Schuster
David Schuster (geboren 26. Mai 1910 in Bad Brückenau; gestorben 8. Oktober 1999 in Würzburg) war ein deutscher Kaufmann, Gemeindevorsteher der Israelitischen Kultusgemeinde Würzburg und Funktionär jüdischer Organisationen.

## Leben
David Schuster besuchte die Volks- und Oberrealschule in Würzburg und erlernte später auf einer Handelsschule das Wissen über die Textil- und Schuhbranche; daraufhin war er als Angestellter tätig. 1932 übernahm er das Centralhotel in Bad Brückenau, das bisher von seinen Eltern betrieben wurde. 1937 wurde seine Existenz jedoch vernichtet. Er und sein Vater wurden aufgrund ihrer jüdischen Herkunft in das KZ Dachau überführt, ein Jahr später in das KZ Buchenwald. Um das Centralhotel „legal“ in den Besitz der Nazis zu überführen, wurden sie kurze Zeit später wieder entlassen, mit der Auflage, Deutschland zu verlassen. Schuster wanderte daraufhin nach Palästina aus, wo er als Angestellter für eine Baufirma arbeitete. In Haifa wurde 1954 sein Sohn Josef geboren.
1956 kehrte die Familie nach Würzburg zurück, wo David den Besitz seiner Eltern übernahm. Er erhielt einen Lehrauftrag für Jüdische Geschichte an der Universität Würzburg und wurde 1958 zum ersten Vorsitzenden der Jüdischen Gemeinde in Würzburg gewählt. Nachdem er zunächst dem Präsidium angehörte, war er von 1971 an erster Vizepräsident des Landesverbands der Israelitischen Kultusgemeinden in Bayern, zuletzt wurde er im Januar 1997 wiedergewählt. Er gehörte außerdem der Ratstagung des Zentralrats der Juden in Deutschland (ZdJ) an, war Gründungsmitglied und Vorstand der Gesellschaft für Christlich-Jüdische Zusammenarbeit in Unterfranken und saß von 1976 bis 1981 im Bayerischen Senat. 1987 wurde das von ihm initiierte Johanna-Stahl-Zentrum für jüdische Geschichte in Würzburg eröffnet, und 1990 wurde er zum Ehrenbürger der Universität Würzburg ernannt.

## Auszeichnungen
- 1972: Verdienstkreuz 1. Klasse der Bundesrepublik Deutschland
- 1990: Ehrenbürger der Universität Würzburg
- 1990: Behr-Medaille der Stadt Würzburg

## Sonstiges
- Sein Sohn Josef Schuster ist seit 1998 ebenfalls erster Vorsitzender der Jüdischen Gemeinde in Würzburg sowie seit November 2014 Präsident des Zentralrats der Juden in Deutschland.
- Nach David Schuster ist die im Würzburger Stadtteil Frauenland ansässige David-Schuster-Realschule benannt.